# Звяртув
Звяртув (пол. Zwiartów; укр. Звяртів) — село в Польщі, у гміні Криниці Томашівського повіту Люблінського воєводства. Населення — 430 осіб (2011). Розташоване на Закерзонні (в історичному Надсянні).

## Історія
За даними етнографічної експедиції 1869—1870 років під керівництвом Павла Чубинського, у селі переважно проживали римо-католики, але населення здебільшого розмовляло українською мовою.
У 1975—1998 роках село належало до Замойського воєводства.

## Населення
Демографічна структура станом на 31 березня 2011 року:
|          | Загалом | Допрацездатний вік | Працездатний вік | Постпрацездатний вік |
| -------- | ------- | ------------------ | ---------------- | -------------------- |
| Чоловіки | 219     | 43                 | 138              | 38                   |
| Жінки    | 211     | 40                 | 107              | 64                   |
| Разом    | 430     | 83                 | 245              | 102                  |

## Особистості

### Народилися
- Ярослава Закревська (1931—1999) — український мовознавець.